# Glyphostoma golfoyaquense
Glyphostoma golfoyaquense är en snäckart som beskrevs av Paul Jean Baptiste Maury 1917. Glyphostoma golfoyaquense ingår i släktet Glyphostoma och familjen kägelsnäckor. Inga underarter finns listade i Catalogue of Life.